# Ивановка (Сеченовский район)
Ивановка - деревня в Сеченовском районе Нижегородской области, входит в состав Васильевского сельсовета.

## География
Находится в 28 километрах от районного центра села Сеченово, в 206 километрах от областного центра города Нижний Новгород, до ближайшей железнодорожной станции города Сергач 58 километров.
Территориально разделена на три улицы: Школьная, Верхняя, Сладкая.
В деревне произрастает орешник фундука.

## Население
| 2002 | 2010 |
| ---- | ---- |
| 73   | ↘51  |

В последние годы прослеживается тенденция увеличения числа населения за счет покупки и восстановления пустых домов дачниками.Также цена одного дома не превышает 100 тысяч.

## Организации и учреждения
В деревне работает магазин товаров повседневного спроса. До 2002 года действовала Ивановская начальная школа, филиал Болховской основной общеобразовательной школы. До 2004 года осуществлял деятельность в сфере животноводства и растениеводства СПК "Новый путь", после реорганизации предприятия все корпуса животноводческих ферм, склад и прочие сооружения на территории ивановской фермы, демонтированы. В настоящее время работы по растениеводству осуществляет ООО "Ивановка".

## Инфраструктура
До Ивановки проложена асфальтированная трасса, внутри деревни имеющая три условных конечных направления: ферма, магазин, улица Школьная. Ведутся проектные работы по строительству газопровода Болховское - Ивановка.